# La Granja d’Escarp
La Granja d’Escarp  (spanisch Granja de Escarpe) ist eine katalanische Gemeinde (Municipio) mit 943 Einwohnern (Stand: 2024) in der Provinz Lleida im Nordosten Spaniens. Sie ist Teil der Comarca Segrià. 

## Geographie
La Granja d’Escarp liegt etwa 36 Kilometer südwestlich vom Stadtzentrum von Lleida in einer Höhe von ca. 80 m. Hier fließt der Cinca in den Segre. Im Gemeindegebiet liegt der Montmeneu mit einer Höhe von 495 m.

## Einwohnerentwicklung
| 1900 | 1930 | 1950 | 1970 | 1981 | 1991 | 2001 | 2011 | 2021 |
| ---- | ---- | ---- | ---- | ---- | ---- | ---- | ---- | ---- |
| 1288 | 1053 | 1333 | 1372 | 1136 | 1142 | 1109 | 968  | 931  |

## Sehenswürdigkeiten
- Reste der Klosteranlage von Santa Maria d’Escarp, 1213 gegründetes, 1835 aufgelöstes Zisterzienserkloster

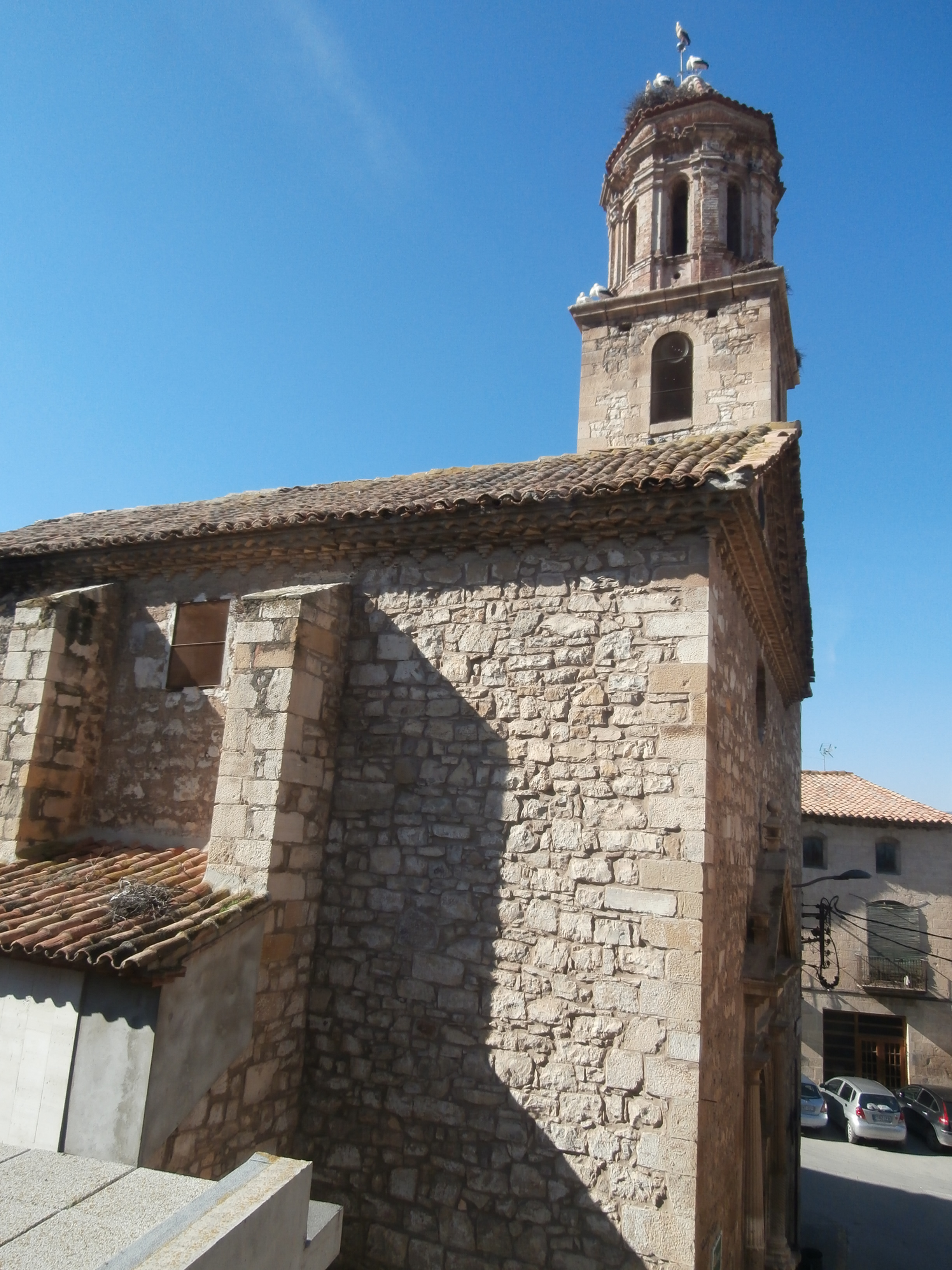
Jakobuskirche
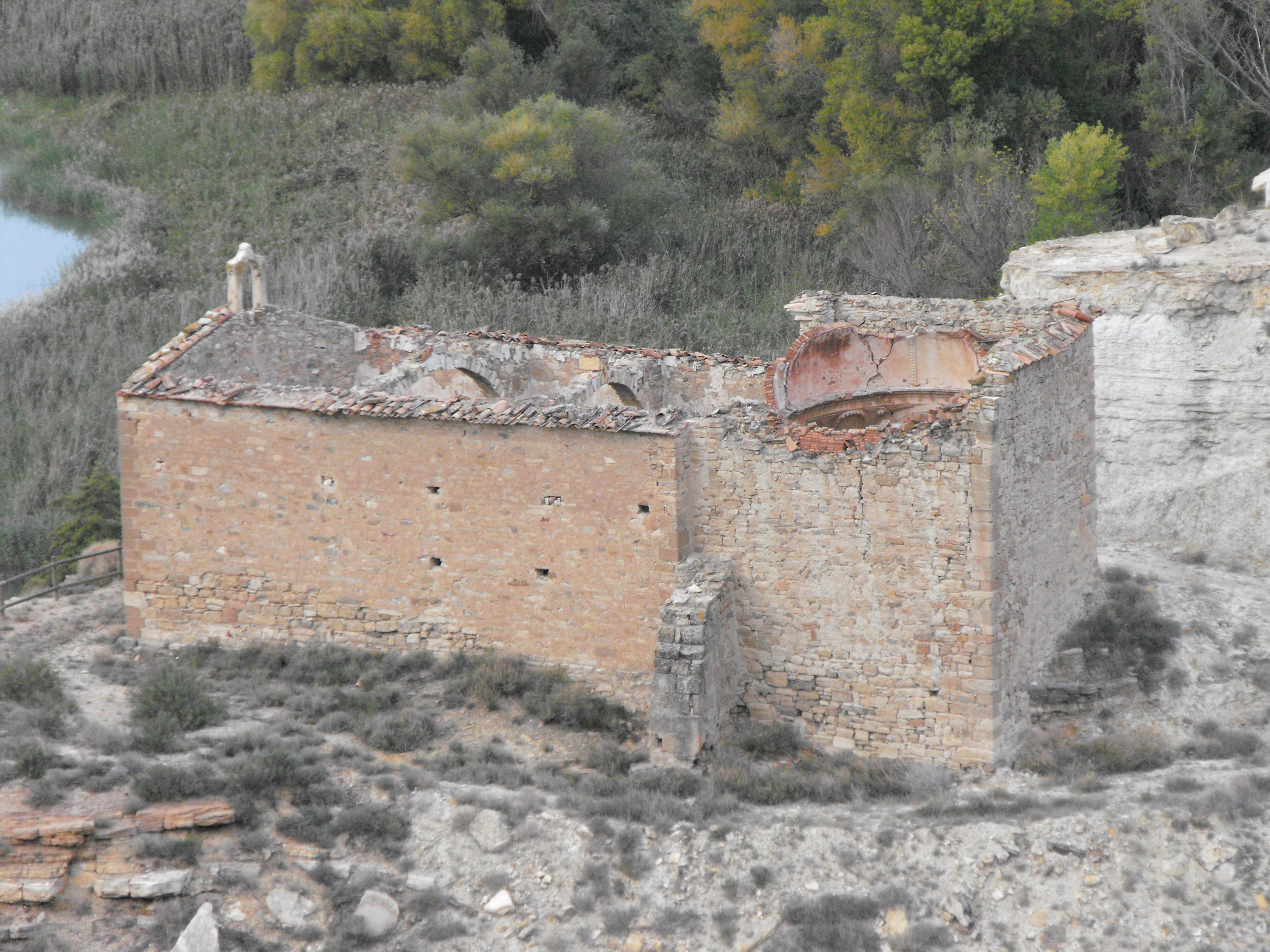
Jakobuskapelle

- Jakobuskirche
- Jakobuskapelle